# 黃巾軍人物
黃巾軍人物為後漢中平年間參與黃巾之亂的黃巾軍人物，包含正史《三國志》所記載的史實人物及《三國演義》中的虛構人物。

## 正史人物

### 領導人物
張角（？－184年），鉅鹿人（今河北平鄉），黃巾軍的領導人，在黃巾之亂中逝世。自稱「天公將軍」。
張寶（？－184年），鉅鹿人（今河北平鄉），黃巾軍的領導人，張角二弟。中平元年（184年）隨張角起事，被太平道徒眾稱為「地公將軍」，率军据守下曲陽，十一月，皇甫嵩破城，兵敗身死。
張梁（？－184年，鉅鹿人（今河北平鄉），黃巾軍的領導人，張角與張寶之弟。中平元年（184年）隨兄起事，被太平道徒眾稱為「人公將軍」。遭到朝廷所派左中郎將皇甫嵩進攻時，張梁率三萬大軍在廣宗（今河北威縣）進行反擊。後因疏忽，遭到漢軍夜襲，兵敗身亡，本部士兵皆被坑殺。至此，黃巾起義基本宣告失敗。

### 關鍵人物
馬元義（？－184年），黃巾軍的組織者之一。光和六年（183年），馬元義奉黃巾軍首領張角之命，籌畫起事的準備工作。馬元義聚集荊州、揚州信徒數萬人於鄴城，並收買中常侍封諝、徐奉等為內應，準備於次年（甲子年）三月初五（甲子日）內外同時起事。由於張角弟子濟南人唐周的告密，馬元義於中平元年（184年）正月被捕，車裂於洛陽，同時被殺的還有教眾近千人。由於馬元義的被殺，迫使張角提前於二月起兵發動叛亂。
唐周（？－？)，濟南人，黃巾軍天公將軍張角的弟子。光和六年（183年），馬元義奉黃巾軍首領張角之命，籌劃起事的準備工作。馬元義聚集荊州、揚州信徒數萬人於鄴城，並收買中常侍封諝、徐奉等為內應，準備於次年（甲子年）三月初五（甲子日）內外同時起事。由於張角弟子濟南人唐周的告密，馬元義於於中平元年（184年）正月被捕，車裂於洛陽，同時被殺的還有教眾近千人。由於馬元義的被殺，迫使張角提前於二月起兵發動叛亂。在《三國演義》里作唐州。

### 兗州黃巾
卜己（？－184年），一作卜巳，黃巾軍渠帥。漢靈帝光和七年〈184年〉八月，於東郡倉亭（今河南陽穀縣東北，當時在黃河邊）遭遇漢將皇甫嵩，被殲滅，陣亡七千餘人，卜己本人則被傅燮生擒，爾後即遭斬首。
張伯、梁仲寧：兗州黃巾軍渠帥。八月，皇甫嵩率軍在兗州東郡倉亭擊敗黃巾軍，斬首萬餘級，護軍司馬傅燮率軍生擒卜巳、張伯、梁仲寧三人。
王度，原为兖州东郡东阿县丞，趁乱加入黄巾军，后为程昱所败。

### 南陽黃巾
張曼成（？－184年），南陽黃巾軍首領，號稱「神上使」。光和七年二月（184年），太平教（大方）（總指揮官）馬元義事敗被捕於洛陽車裂，張曼成聞訊立即率眾在南陽起兵。三月庚子日擊斬南陽郡守褚貢後，屯兵宛縣（南陽郡政府所在地）城下百餘日；六月，遭新任南陽郡太守秦頡反攻擊斬。
趙弘（？－184年），南陽黃巾渠帥張曼成麾下，張曼成被南陽太守秦頡擊斃後，被擁立為首領。漢靈帝光和七年（184年）六月，南陽黃巾軍首領張曼成於宛縣遭東漢帝制政權南陽郡長秦頡反攻戰死。南陽黃巾軍餘眾擁立趙弘當元帥，再振聲勢，擁眾十餘萬，攻拔宛縣作為根據地。時東漢政府鎮賊中郎將朱儁與荊州刺史徐璆等率軍聯合包圍宛縣數月，於八月在朱儁軍團攻勢下被擊斬。
韓忠（？－184年），南陽黃巾渠帥張曼成麾下，張曼成被南陽太守秦頡擊斃後，繼續擁立趙弘為帥，但趙弘隨即被朱儁再次剿滅。韓忠率領余部佔據宛城（今河南南陽），與朱儁相持，後被朱儁擊敗而投降，但卻被南陽太守秦頡所殺
孫夏（？－184年），《三國演義》作孫仲。南陽黃巾渠帥張曼成麾下，韩忠死后，南阳黄巾余部心不自安，又拥孙夏为渠帅，据守宛城。十一月二十二日，城破（别部司马孙坚先登破城事當为此时），孙夏率军突围成功，朱儁率军追至西鄂县（今河南南陽市東北）精山（今河南南陽市西北），大破之，斩首万余级，南阳黄巾平。

### 青州黃巾
張饒，《袁纪》作“张余”，青州黄巾军渠帅，初平二年（191年），青州黄巾军先在兖州泰山郡为其太守应劭所败，後於冀州勃海郡东光县又遭公孙瓒擊破；其後张绕率余众二十万从冀州返回青州，再与北海相孔融交战，致其大败退守朱虚县，其後不知所蹤。
管亥，青州黄巾军渠帅。约初平三年（192年），管亥率军侵略北海国，将孔融围困在都昌县城，郑玄之子郑益恩赴难而死，孔融派东莱人太史慈前往平原国向国相刘备求援；刘备率军抵达后，管亥退兵。同年，青州黄巾军（当为分支）攻入兖州任城国，先杀国相郑遂，後杀刺史刘岱，东郡太守（袁绍置）曹操率军讨伐黄巾，至冬，收服三十万青州黄巾军。
徐和、司馬俱，樂安黃巾軍渠帅。建安八年（203年），乐进率军讨伐乐安郡黄巾；十二年（207年）十月，徐和、司马俱起兵作乱，攻杀济南王刘赟。曹操令典军校尉夏侯渊督泰山（太守吕虔）、齐、平原三郡、威虏将军臧霸四路兵马讨平之。
管承，黃巾軍海賊。由長廣太守何夔給招安；建安十一年（206年）八月，曹操派樂進、李典、張郃討伐管承，管承逃入海島避難。

### 白波賊
郭泰，號「郭大賢」，黃巾餘党，中平五年（188年）二月起兵于并州西河郡白波谷，攻打太原郡、河东郡，聚众十余万人，號為「白波賊」，汉廷不能讨灭。六年（189年）十月，白波黄巾进犯河东郡，董卓派牛辅率军讨伐，不克。按方诗铭所言来推，初平二年（191年），赵谦、李傕破白波，郭泰入黑山，号“大贤”；四年（193年）六月，为袁绍所败。
楊奉，白波黄巾军将领。推測與黑山校尉杨凤為同一人物之誤字名。中平五年（188年）二月，杨奉与郭泰起兵于白波谷，推于初平二年（191年），白波军败，杨奉归降于李傕。兴平二年（195年），李郭之乱时，杨奉背叛李傕，积极参与东归事宜；建安元年（196年）八月，皇帝刘协抵达雒阳后，封杨奉为车骑将军，屯梁县；九月，兖州牧曹操将刘协迁都于许县，杨奉与韩暹反叛，被曹操击败后，投奔扬州袁术；又被徐州刺史吕布引诱，背叛袁术；又投奔刘备，被刘备诈杀。
韓暹，白波黄巾军将领。刘协东归时，杨奉引韓暹等人为援军，保护刘协抵达河东郡安邑县。建安元年（196年）初，胡才、李乐放弃参与东归，后（时间不详），李乐病死，胡才则被仇家所杀。七月，韩暹抵达雒阳；八月，韩暹封为大将军，领司隶校尉，卫将军董承引兖州牧曹操进京，罢免韩暹，韩暹投奔屯兵于梁县的杨奉；被曹操击败后，韩暹又与杨奉一同投奔扬州袁术，杨奉死后，韩暹欲北归并州，被杼秋县地方将领张宣所截杀。
胡才，白波黄巾军将领。董卓死後由李傕等人掌權，興平二年（195年），楊奉領兵叛逃李傕後天子令楊奉眾人護送其回洛陽。郭汜聯合李傕率領追兵追到弘農的曹陽。楊奉緊急招喚河東故友白波帥韓暹、胡才、李樂抵抗李傕等人。後楊奉戰敗，與天子連夜乘船逃走到河東大陽縣。天子為張楊迎接，但仍然為楊奉等人脅持，升胡才為征東將軍。建安元年（196年），胡才、李樂和董承等人就汉献帝是否回洛阳而相互攻击，為天子所阻。胡才後來与李樂一起留在河東郡，胡才為怨家所害。
李樂，白波黄巾军将领。董卓死後由李傕等人掌權，興平二年（195年），楊奉領兵叛逃李傕後天子令楊奉眾人護送其回洛陽。郭汜聯合李傕率領追兵追到弘農的曹陽。楊奉緊急招喚河東故友白波帥韓暹、胡才、李樂抵抗李傕等人，李樂主要負責護衛天子。後楊奉戰敗，與天子連夜乘船逃走到河東大陽縣。天子為張楊迎接，但仍然為楊奉等人脅持。护卫的董承、张杨和汉献帝想回洛阳，李樂、楊奉、胡才等拒绝，想把汉献帝留在河东，导致董承和李樂等人相互攻击，在汉献帝劝和下止战。李樂等服从汉献帝的指令护送汉献帝前往洛阳。途中李乐反悔，诈称路上会遇到匈奴，汉献帝不从，但最终并没有遇到匈奴。李乐害怕汉献帝责备，于是留在河东，不再护送汉献帝。李樂後來留在河東郡病死。而在《三國演義》中，李樂後來則轉而與李傕、郭汜勾結，詐稱李傕、郭汜，追上車駕，意圖劫駕，與楊奉部將即後來的曹魏名將徐晃單挑時僅一回合便被劈死。

### 豫州黃巾
波才（？－184年），豫州颍川郡黄巾军渠帅，中平元年（184年）在潁川（今河南禹州）起事。據史書記載，波才曾率領黃巾軍大敗右中郎將朱儁，並圍左中郎將皇甫嵩於長社（今河南長葛西），後來被皇甫嵩用火攻所破，擊殺於陽翟（今禹州）。
彭脫（？－184年），豫州汝南郡黄巾军渠帅。四月，汝南黄巾军（推測为彭脱军）击败汝南太守赵谦，皇甫嵩擊破波才於長社，並與朱儁乘勝追討汝南、陳國之黃巾賊，追波才於陽翟，擊破彭脫於西華。剩下的黃巾賊皆潰散、投降，三郡悉數平定。
何儀，黃巾軍將領。黃巾之亂後，一直佔據汝南與潁川一帶。據《三國志》記載，何儀與劉辟、黃邵、何曼等人，各擁有數萬軍隊，先回應袁術，後來依靠孫堅。建安元年（196年）二月，曹操帶兵攻擊，殺死劉辟與黃邵，何儀率眾投降。
黃邵（？－196年？或197年？），黃巾軍將領。黃巾之亂後，一直佔據汝南與潁川一帶。據《三國志》記載，何儀與劉辟、黃邵、何曼等人，各擁有數萬軍隊，後被曹操帶兵擊殺。
何曼，黃巾軍將領。建安元年，汝南、潁川黃巾何儀、劉辟、黃邵及何曼等，眾各數萬，初應袁術，又附孫堅。二月，曹操進軍討破之，斬辟、邵等，儀及其眾皆降。在《三國演義》裡，何曼自稱「截天夜叉」，被曹洪用拖刀計所殺。
劉辟，黃巾軍將領。曹公與袁紹相拒於官渡，汝南黃巾劉辟等叛曹公應紹。紹遣先主將兵與辟等略許下。據《三國志》記載，何儀與劉辟、黃邵、何曼等人，各擁有數萬軍隊，後被曹操帶兵擊殺。
龔都，又作共都，黃巾軍將領。其部活動在汝南（治今河南上蔡西南）一帶。建安六年（201）袁紹遣先主將本兵復至汝南，與都等合，眾數千人。曹操遣蔡陽來攻，為他所破。後曹操親自南征，劉備投奔劉表，其部散去。
吳霸，汝南黃巾軍渠帅，约在兴平元年（194年）左右，為李通所敗，歸降李通。事见陈志《李通传》。

### 益州黃巾
馬相、趙祗，中平五年（188年），馬相與趙袛等人在益州緜竹縣起兵，在兩天內成功號召自稱「黃巾」；擊斬東漢朝廷益州刺史郤儉，進攻巴郡、犍為。不足一月連破三郡，擁眾數萬人，遂自稱皇帝。後遭東漢政府益州從事（益州州府參謀官）賈龍所率官民等反擊，堅持數日被逐。
王饒、趙播（或作趙蕃），此二人为马相所使，率军攻克广汉郡雒县（州治及郡治），杀益州刺史郤俭。

### 會稽黃巾
吳桓，會稽黃巾渠帥，被郡吏留贊斬殺。

### 吳郡黃巾
陳敗，吳郡黃巾餘黨，建安七年（202年），陳敗和萬秉在吳郡作亂，後被吳郡太守、行扶義將軍朱治平定。
萬秉，吳郡黃巾餘黨，建安七年（202年），陳敗和萬秉在吳郡作亂，後被吳郡太守、行扶義將軍朱治平定。
陳寶，吳郡黃巾军人物，欲強姦許升之妻呂榮，呂榮不從，憤而殺之。

## 虛構人物
嚴政，《三國演義》人物，張寶手下，漢軍將領朱儁力攻陽城時，嚴政見勢弒張寶首級投降。
程遠志，《三國演義》人物，以黃巾賊將的身份登場。光和七年（184年），黃巾軍起義，程遠志與副將鄧茂統兵五萬進犯涿郡。劉焉令鄒靖與劉備兄弟三人，前去迎戰。兩軍在大興山相對。最後副將鄧茂被張飛以丈八蛇矛給刺死，本人也被關羽以青龍偃月刀給劈為兩半。
在正史中，有提及幽州廣陽黃巾軍殺死太守劉衛及刺史郭勳，但未明言統率此黃巾軍的將領是誰。
鄧茂，《三國演義》人物，以黃巾賊將的身份登場。光和七年（184年），黃巾軍起義，與主將程遠志統兵五萬進犯幽州涿郡。在大興山與劉備等幽州軍相對。與張飛交戰，只一個回合就被張飛殺死，是張飛的得意兵器丈八蛇矛的第一個犧牲者。
高昇，《三國演義》人物，黃巾將領。光和七年（184年）黃巾之亂時，與主將張寶屯兵曲陽。朱儁派劉備作為先鋒迎擊張寶，張寶派副將高昇迎敵，劉備派張飛迎敵。張飛與高昇交戰數回合，刺死了高昇。
杜遠，《三國演義》人物，黃巾軍餘黨，聚眾成為匪首。他將關羽所護送的劉備夫人們綁架到自己的地盤，後被同夥廖化所殺。
卞喜，《三國演義》人物，黄巾余党，后投曹操。根據《三國演義》第27回記載，卞喜為曹操部下汜水關守將。關羽護送甘、麋二嫂投奔劉備，經過第三關汜水關。他知關羽勇猛難敵，假意在鎮國寺內設宴款待，寺中埋伏刀斧手二百餘人，約定擊盞為號，欲借機謀害，但寺廟裡的僧人普淨帶關羽去喝茶，示意關羽有人要殺他，其陰謀被關羽識破，將他殺死。卞喜是關羽在過五關斬六將中被斬的第四名將領。
周倉，《三國演義》人物，原黃巾軍之武將，後跟隨關羽，忠心不二；在聽說關羽兵敗走麥城為孫權部將所擒，關羽父子被斬首後，自己也自刎而死。
裴元紹，《三國演義》人物，原黃巾軍之武將。黃巾起義失敗之後，與周倉一同率領殘部在山中落草當山賊。建安五年（200年），在關羽欲返劉備旗下，在突破曹操的五道關卡後路過其落草之地，與周倉一同向關羽要求能以期成為關羽家臣。但此時僅周倉同行，其他弟兄則於山中等待。不久後，因其欲奪偶然路過的趙雲之馬，反遭討伐戰敗身死。